# Phlox gladiformis
Phlox gladiformis är en blågullsväxtart som först beskrevs av Marcus Eugene Jones, och fick sitt nu gällande namn av Erich Nelson. Phlox gladiformis ingår i släktet floxar, och familjen blågullsväxter. Inga underarter finns listade i Catalogue of Life.